# Domínio protestante
O Domínio Protestante é uma frase utilizada para referir-se à dominação política, social e econômica do antigo Reino da Irlanda por uma minoria de grandes terratenentes, o clero dominante e profissionais, todos membros da igreja oficial (a Igreja de Irlanda e a Igreja de Inglaterra, ambas religiões do Estado). 
Esta dominação abarcou nos séculos XVII, XVIII e XIX. O sentido de ¨dominação¨ excluía primeiramente aos católicos romanos, os quais compunham a maioria da população irlandesa, no entanto, isto pode resultar enganoso já que os presbiterianos e pessoas que pertenciam a outras denominações protestantes, junto aos não-cristãos, também eram excluídos política e socialmente. 

## Origem do termo
A frase ¨domínio protestante¨ (em inglês: Protestant ascendancy) foi usada pela primeira vez por Sir Boyle Roche o 20 de fevereiro de 1782 num discurso ao Parlamento irlandês. George Ogle MP usou o mesmo termo o 6 de fevereiro de 1786 num debate sobre a queda do valor das terras:
:...quando a propriedade da terra do Reino, quando o domínio protestante está em jogo, não posso permanecer em silêncio.
O 20 de janeiro de 1792, a Dublin Corporation aprovou por voto maioritário uma resolução a Jorge III que incluía uma petição ao rei:
...para rogar a sua majestade que preserve o domínio protestante inviolável em Irlanda...
A resolução da corporação foi parte do debate sobre a emancipação católica. Aos católicos foi-lhes permitido votar em 1793, mas não se lhes permitiu lugar no parlamento até 1829. A resolução de Dublim foi desaprovada por uma ampla faixa de comentaristas, tais como o Marquês de Abercon, quem chamou a isto ¨tonto¨, e William Drennan quem disse que foi ¨atuado pelo espírito mais monopolizado¨. 
A frase foi popularizada fora da Irlanda foi por Edmund Burke, outro protestante liberal, cujo irôico comentário de 1792 foi então usado pelos católicos que procuravam mais reformas políticas:
Uma palavra foi recentemente golpeada na Casa da Moeda de Dublim; daí esta foi transmitida ao Tholsel, ou prefeitura, onde tendo passado o toque da corporação, tão respeitavelmente selada e avalada, cedo se fez corrente no parlamento e foi levada de volta pelo Presidente da Câmara dos Comuns em grande pompa como uma oferenda de homenagem de onde esta veio. A palavra é ¨domínio¨.
Esta frase foi vista e usada de maneiras diferentes por católicos e protestantes. Os primeiros usaram-na como ¨foco de ressentimento¨ e para os protestantes se converteu na imagem da perda grandeza.

## Fundo
A gradual perda de grandes propriedades pertencentes a centenas de terratenentes nativos em Irlanda tomou lugar em várias etapas desde os reinados de Maria I> (católica) e sua meia-irmã Isabel I (protestante) em adiante. Fracassadas revoltas contra o controle o inglês em 1595-1603 e 1641-1653 e depois as Guerras Williamitas entre 1689-1691 causaram que muitas terras irlandesas fossem confiscadas pela coroa inglesa, para logo ser vendidas a pessoas que fossem ¨leais¨, a maioria dos quais eram ingleses e protestantes. Os soldados ingleses e os comerciantes converteram-se na classe dirigente e seus ricos membros foram elevados à Casa dos Lordes irlandesa e eventualmente controlaram a Casa dos Comuns irlandesa.
Este processo foi facilitado e formalizado no sistema legal após 1691 com a aprovação de várias leis penais. Estas leis discriminavam contra os direitos de propriedade das famílias da majoritária população católica e os desconformes (¨dissidentes¨) presbiterianos:
- que se tinham rebelado contra o governo e
- não tinham jurado lealdade a Guilherme e Maria sob o Tratado de Limerick de 1691.

No entanto, os protegidos pelo Tratado, estavam excluídos da vida política pública.
A situação foi confusa pela política dos tories na Inglaterra e Irlanda depois de 1688. Eles eram protestantes os quais geralmente apoiavam os reclames dos jacobitas católicos e chegaram ao poder brevemente em Londres entre 1710 e 1714. Em 1750 o maior herdeiro católico jacobita, Carlos III, converteu-se ao anglicanismo por um tempo, mas regressou ao catolicismo pela morte de seu pai em 1766. 
O filho de Jaime II, Jaime III da Inglaterra, foi reconhecido pela Santa Sé como o legítimo monarca do Reino de Inglaterra, o Reino de Escócia e do separado Reino de Irlanda até sua morte em janeiro de 1766, os católicos por tanto estavam moralmente obrigados a apoia-lo. Isto produziu a maior desculpa política para as novas leis, mas não foi inteiramente exclusivo já que não teve lei contra a conversão ao protestantismo. Milhares fizeram-no, como consta nos chamados Convert Rolls, e isto lhes permiti carreiras exitosas a homens irlandeses como a William Conolly, mas a maioria não mudou sua religião católica.
Entre as formas de discriminação enfrentadas por católicos e dissidentes sob as novas leis penais estavam:
- Exclusão dos católicos dos escritórios públicos (até 1607), os presbiterianos também foram proibidos destes lugares até 1707.
- Proibição dos casamentos com protestantes.
- Os casamentos presbiterianos não foram reconhecidos legalmente pelo Estado.
- Aos católicos foi-lhes proibido portar armas de fogo e prestar serviço nas forças armadas.
- Proibição de pertencer ao Parlamento da Irlanda ou ao Parlamento da Grã-Bretanha desde 1652, anulado entre 1662 e 1691 e renovado entre 1691 e 1829.
- Exclusão do voto até 1793.
- Exclusão das profissões legais e do judiciário.
- Proibição da entrada de católicos no Trinity College de Dublim, derogado em 1793.
- Proibição de mudar do catolicismo ao protestantismo.
- Proibição aos católicos de comprar terras em virtude de um contrato de arrendamento de trinta e um anos, derogado em 1778.
- Proibição de conceder custodia de órfãos a católicos.
- Proibição aos católicos a herdar terras de protestantes.
- Proibição aos católicos a possuir cavalos com um valor maior a £5 com o propósito de manter os melhores cavalos para a atividade militar.
- Quando se permitia, as igrejas católicas tinham que se fazer em madeira, não em pedra e fora das estradas principais.

Como resultado o poder político, legal e econômico residia no Domínio Protestante até meados do século XVIII. O 95% da terra irlandesa estava sob o controle da minoria protestante. Apenas 9% da terra pertencia a senhores católicos que se tinham convertido à religião do Estado.

## Ata de União
A confiança da Dominação manifestou-se para finais do século XVIII, por sua adoção de uma identidade nacionalista irlandesa, ainda que ainda exclusivamente protestante e a formação do Partido Patriota Irlandês de Henry Grattan. A formação dos Voluntários irlandeses para defender Irlanda da invasão francesa durante a Revolução Estado-unidense, efetivamente deu a Grattan a força militar e foi capaz de forçar a Grã-Bretanha uma maior quantidade de regras próprias à da Dominação Protestante.
O parlamento aprovou muitas das leis penais entre 1771 e 1793, mas não as aboliu. Grattan solicitou a Emancipação Católica para as classes médias dessa religião para os anos 1780, mas não persuadiu à maioria dos protestantes irlandeses ao apoiar. Depois da forçada retirada dos liberais em 1795 pelos conservadores, o parlamento foi abandonado como um veículo para a mudança. Isto deu lugar à Society of the United Irishmen, elementos liberais sem olhar religião, etnia e classes sociais, quem começaram a armar a rebelião.